# Apistogrammoides
Apistogrammoides es un género de peces de la familia cichlidae que contiene una sola especie. Apistogrammoides pucallpaensis, es un cíclido pequeño que crece algunos 3-4 cm, 1.25 - 1.75 pulgadas, endémicos de Urio Ucayali y sobre la cuenca del Río Amazonas en Colombia. Este género está muy relacionado con Apistogramma.

## Especies
- Apistogrammoides pucallpaensis